# Волгин, Андрей Андреевич
Андрей Андреевич Волгин (род. 22 декабря 1981, Москва, СССР) — российский кинорежиссёр, продюсер, монтажёр и оператор.

## Биография
Учился на факультете «Режиссура кино и телевидения» в Университете Натальи Нестеровой. В 1998 году начал работать в рекламе и принял участие в постановке более 50 видеороликов и клипов. Срежиссировал около 10 игровых фильмов и телесериалов.

## Фильмография

### Режиссёр
- 2008 — Этим вечером ангелы плакали (видео)
- 2012 — Грач
- 2014 — Спираль
- 2016 — Танцы насмерть
- 2016 — Беги
- 2017 — Центрум
- 2018 — Серёжка (короткометражка)
- 2018 — Русское краткое. Выпуск 2
- 2019 — Балканский рубеж[2][3][4][5][6][7][8]
- 2022 — Любовь-морковь: Восстание машин[9]
- 2024 — Сергий против нечисти. Яга (совместно с Максимом Кондратенко)
- 2025 — Красный шёлк

### Продюсер
- 2018 — Серёжка (короткометражка)
- 2018 — Русское краткое. Выпуск 2

### Монтажёр
- 2016 — Танцы насмерть
- 2018 — Серёжка (короткометражка)

### Оператор
- 2002 — Надежда